# Apercepcja
Apercepcja – termin filozoficzny oznaczający postrzeganie samego siebie, świadomość samego siebie, postrzeganie przez umysł jego własnych stanów.
Leibniz wprowadzając to pojęcie odróżniał percepcję – przedstawianie sobie rzeczy – od apercepcji, która oznacza zdawanie sobie sprawy z tego przedstawiania. Krok dalej uczynił Kant, który odróżnił apercepcję empiryczną, czyli introspekcję od transcendentalnej jedności apercepcji, czyli warunku umożliwiającego samo doświadczanie. 
Empiryczna apercepcja polega na wiązaniu ze sobą i zespalaniu różnych elementarnych doznań (różniących się w czasie i przestrzeni i pochodzących z różnych zmysłów) w jedną świadomość. Świadomość przedmiotów w przestrzeni, a także np. ich kształtu czy ruchu, ma u Kanta w założeniu empiryczną jedność apercepcji. Natomiast apercepcja transcendentalna polega na, podobnie pojętym, wiązaniu samoświadomości (zarówno "przestrzennie", tj. w odniesieniu do różnych jednocześnie istniejących w umyśle spraw, jak i czasowo). Świadomość upływu czasu ma u Kanta w założeniu transcendentalną jedność apercepcji.
Kontynuując ten nurt wprowadzono apercepcję do psychologii jako postrzeganie połączone z odnoszeniem treści spostrzeżenia do tego, co już (uprzednio) znane. Terminem "apercepcja" w tym znaczeniu posługiwał się Herbart. Używał on pojęcia "masy apercepcyjnej": zasobu uprzednich wiadomości i doświadczeń, do których każdorazowo odnoszone są nowe spostrzeżenia. Jeśli są z nim zgodne, są przyswajane i włączane do niego.
Wundt rozróżniał apercepcję bierną oraz czynną. Pierwsza z nich wywoływana jest przez warunki zewnętrzne a jej struktura jest od tych warunków zależna. Druga powstaje w rezultacie funkcjonowania systemu poznawczego człowieka, a więc zależna jest ona od procesów wewnętrznych.